# Pardosa fastosa
Pardosa fastosa este o specie de păianjeni din genul Pardosa, familia Lycosidae. A fost descrisă pentru prima dată de Keyserling, 1877. Conține o singură subspecie: P. f. viota.